# Akira Takeuchi
Akira Takeuchi (jap. 竹内章 Takeuchi Akira; ur. 2 marca 1947 w prefekturze Hiroszima) – japoński lekkoatleta, długodystansowiec.
Podczas igrzysk olimpijskich w Monachium (1972) zajął 5. miejsce w biegu eliminacyjnym na 3000 metrów z przeszkodami z czasem 8:40,4 i nie awansował do finału.

## Rekordy życiowe
- Bieg na 3000 metrów z przeszkodami – 8:31,8 (1972)